# Jacobo Árbenz
Jacobo Árbenz Guzmán (født 14. september 1913 i Quetzaltenango i Guatemala, død 27. januar 1971 i Mexico) var en guatemalansk socialistisk politiker (PAR). Han var præsident i Guatemala fra 1951 til 1954, og blev afsat i et kup organiseret af CIA. Kuppet havde kodenavnet "Operation PBSUCCESS". Arbenz blev erstattet af en militærjunta ledet af oberst Carlos Castillo Armas. Kuppet kastede landet ud i kaos og politisk uro i næsten 36 år. Ved normaliseringen af tilstanden i landet i 1996 viste det sig, at urolighederne havde resulteret i over én million flygtninge, 200.000 døde, et ukendt antal forældreløse børn og enker samt et stort antal ødelagte landsbyer.

## Tidlige liv
Árbenz blev født i Quetzaltenango i Guatemala som søn af en schweizisk farmaceut, som var emigreret til Guatemala. Faderen begik selvmord, mens Árbenz endnu var i barnealderen. Árbenz gik ind i hæren, studerede ved Guatemalas militærakademi og blev underløjtnant i 1935. Han vendte tilbage til militærakademiet i 1937 og tjenestegjorde som lærer i realfag og historie. I 1939 mødte han sin senere hustru, Maria Cristina Vilanova, som var socialist, og som også påvirkede Árbenz stærkt i denne retning. Maria var datter af en rig jordejer fra El Salvador og havde stor indflydelse på Árbenz gennem hele livet. Meget taler for, at det var Maria, som overbeviste han om at slutte sig til en gruppe venstreorienterede officerer og fjerne diktator Jorge Ubico (1878–1946) i 1944. Efter kuppet mod Ubico tjenestegjorde Árbenz som Guatemalas forsvarsminister i Juan José Arévalos nye regering.

## Tiden som præsident
Árbenz kom til magten i marts 1951 efter et ordinært valg, som også var det første fredelige valg i Guatemalas historie nogen sinde. I valgkampen fremstod han som en reformator og fik 60% af stemmerne efter at have lovet at gøre Guatemala til et økonomisk uafhængigt, kapitalistisk land. Det, han kaldte "Guatemalas traditionelle koloniale underlæggelse under USA", skulle reduceres kraftigt. Árbenz' forgænger, Juan José Arévalo, havde begyndt en reformproces med flere reformer, som åbnede for politisk deltagelse for alle i Guatemala. Arévalos indførte almen stemmeret og arbejderrettigheder, som truet magten hos den traditionelle elite, og som førte til mere end tyve mislykkede kupforsøg i hans regeringstid.
Árbenz fortsatte Arevalos reformproces, og i juni 1952 igangsatte hans regering en jordreform, som var blevet formet efter USAs "Homestead Act" fra 1862. Den nye lov gav regeringen ret til at ekspropriere ikke-opdyrkede arealer under store plantageejere. Jorden blev der efter uddelt til jordløse familier i et forsøg på at skabe et land af selvstændige bønder på samme måde, som USA havde gjort i 1800-tallet. Plantageejerne fik kompensation efter den værdi, som arealerne havde været sat til ved skattefastsættelsen i 1952, og fik betalt i statsobligationer med 3% rente. Árbenz selv gav selv 680 hektar til jordreformen af egen ejendom.

### United Fruit Company
Mens Árbenz' politik blev hilst velkommen af jordløse og af størstedelen af Guatemalas befolkning, provokerede den de største jordejere, store USA-selskaber og fraktioner inden for militæret. For at svække Arbenz hævdede dele af militæret, at Árbenz var under indflydelse af kommunister. Dette medførte en del uro rundt om i landet. Oberst Carlos Castillo Armas iværksatte et kup men blev såret under forsøget og tilbragte en tid i fængsel før, at det lykkedes ham at undslippe til Honduras, hvor han blev taget godt i mod af CIA.
Protesterne mod Árbenz fra USA-selskabet United Fruit Company og det faktum, at Árbenz ikke tog udtrykkeligt afstand fra kommunismen, fik CIA i 1951 til at udforme en plan under navnet PBFORTUNE. The United Fruit Company var Guatemalas største jordejer, og efter som 85% af dets areal var udyrket, følte det sig særlig truet af Árbenz' jordreform. Ved skattefastsættelsen i 1952 havde United Fruit bevidst underrapporteret og underestimeret værdien af sine arealer for at undgå skat. I 1952 hævdede det, at dets landområder kun var værd $3 pr. acre. Da Árbenz – i overensstemmelse med United Fruit værdiangivelse – tilbød selskabet en kompensation på 3 dollar per acre, slog United Fruits kontra og hævdede, at den reelle værdi lå på 75 dollar per acre, men benægtede samtidig at have fusket med den tidligere verdifastsættelse.
United Fruit havde også flere muligheder for at påvirke sin stilling. Udenrigsminister John Foster Dulles og hans broder, CIA-direktør Allen Welsh Dulles, havde stærke bånd til United Fruit via sit advokatselskab. Præsident Dwight David Eisenhowers viceudenrigsminister, Walter Bedell Smith havde også nære bånd til United Fruit og havde tidligere haft en lederstilling i selskabet. Alle tre var også store aktieejere i United Fruit.

### CIA griber ind
I 1952 blev Guatemalas Arbejderparti legaliseret, og kommunister fik efterhånden indflydelse i fagforeninger og bondeorganisationer men ikke over Árbenz og landets politik. I parlamentet havde de kun 4 af i alt 58 repræsentanter. I 1954 havde Eisenhower-administrationen undergravet Mohammed Mossadegh-regeringen i Iran ved en hemmelig operation. Kermit Roosevelt, som var CIA's arkitekt bag kuppet i Iran, beskrev briefingen med udenrigsminister Dulles på følgende måde:
"Han virkede næsten ude af sig selv af glæde. Øjnene skinnede, han spandt som en stor kat. Det er helt klart, at han ikke kun glædede sig over det, han havde hørt. Mine instinkter fortalte også, at han planlagde noget." (Kinzer, 2003)
I februar 1954 begyndte CIA planlægningen af Operation WASHTUB. Den gik ud på at plante sovjetiske våben i Nicaragua i samarbejde med diktatoren og USA's nære medspiller, præsident Anastasio Somoza. Hensigten skulle være at "bevise", at Guatemala havde forbindelser til Sovjetunionen. Efter denne bagvaskelsesaktion fortsatte USA i marts 1954 med at manipulere organisationen OAS (Organisation of American States) til at fordømme kommunismen i Guatemala. The Council on Hemispheric Affairs Arkiveret 11. februar 2009 hos  Wayback Machine
I maj 1954 ankom tjekkiske våben til Guatemala med det svenske skib "Alfhem". Det gav USA yderligere vand på propagandamøllen. Eisenhower-administrationen påstod, at våbenforsendelsen var det endelige bevis på, at Árbenz havde knyttet sig til Sovjetunionen. Dette blev kraftigt imødegået af Árbenz-regeringen, som hævdede, at ingen andre end Tjekkoslovakiet (formentlig efter pres fra USA) havde været villig til at sælge våben til Guatemala.
På dette tidspunkt blev Árbenz-regeringen overbevist om, at et USA-initieret kup var under planlægning, og omtrent samtidig gav Eisenhower-administrationen klarsignal til CIA om at iværksætte kuppet. Kodenavnet for operationen var PBSUCCESS, og det tog sigte på at styrte Árbenz. Efter spredte kamphandlinger, hvor den unge og da endnu ukendte Che Guevara deltog på Árbenz' side, valgte Árbenz-regeringen at trække sig efter, at CIA-kontrollerede fly havde bombet fæstningen Matamoros og flere af Árbenz' troppetransporter. Árbenz gik af 27. juni 1954 og blev tvunget til flugt efter først at have søgt tilflugt i den mexicanske ambassade.

## Senere virke
Efter et ophold i Mexico flyttede han og familien til Scweitz. Den schweiziske regering gav han asyl forudsat, at han opgav sit statsborgerskab i Guatemala. Árbenz nægtede dette og flyttede til Paris og senere til Praha. I Tjekkoslovakiet var myndighederne skeptiske over for Árbenz. De frygtede, at han ville kræve penge af dem som følge af dårlig kvalitet af de våben, de havde solgt ham i 1954. Efter kun tre måneder flyttede Árbenz derfor til Moskva. Han prøvede flere gange at vende tilbage til Latinamerika og fik til sidst tilladelse til at bosætte sig i Uruguay i 1957.
Efter den cubanske revolution i 1960 blev han inviteret af Fidel Castro til at flytte til Cuba. Árbenz takkede ja til tilbuddet, men blev snart skeptisk over for de cubanske myndigheders politik. I 1965 tog Arabella, Árbenz ældste datter og yndlingsdatter, livet af sig i Bogota i Colombia. Árbenz tog hendes selvmord særdeles tungt. Han drog til Mexico for at begrave sin datter og valgte der efter at bosætte sig i Mexico.
Árbenz døde den 27. januar 1971 i sit badeværelse. Dødsårsagen var enten drukning eller skoldning af varmt vand med påfølgende chok og drukning. Omstændighederne omkring Árbenz' død er endnu uafklarede. Meget tyder på, at han blev myrdet, men hvem, som stod bag, ligger endnu i det skjulte.